# Adriana Laffán
Adriana Laffán (Cidade do México, 4 de setembro de 1960 - 1 de novembro de 2023) foi uma atriz mexicana da Televisa.

## Carreira

### Telenovelas
- Señora Acero (2014) ... Visitación
- Porque el amor manda (2013) ... Begoña de Godinez
- Un refugio para el amor (2012) ... Jueza
- Soy tu dueña (2010) ... Prisionera
- Destilando amor (2007) ... Ofelia de Quijano
- Alegrijes y rebujos (2004) ... Flor Cárdenas de Maldonado
- Mujer de madera (2004) ... Jimena
- Clase 406 (2002) ... Teresa Salcedo
- Cómplices al rescate (2002) ... Lourdes "Lulú" Mendoza
- Maria Belén (2001) ... Margarita
- Primer amor (2000) ... Dorita
- La sombra del otro (1996) ... Betsy Corcuera de De la Riva
- Carrusel (1989) ... Luisa de Palillo
- Pobre señorita Limantour (1987)
- El derecho de nacer (1981) ... Marina
- El combate (1980) ... Beatriz

### Televisão
- Como dice el dicho - (2011)
- La rosa de Guadalupe
- Mujeres asesinas - Capítulo: "Claudia, cuchillera" (2008) ... Marta Azuela
- Vecinos - Capítulo: "El santo niño milagroso" (2008) ... Madre Superiora
- Mujer, casos de la vida real (1997)
- ¡¡Cachún Cachún Ra Ra!! (1981) ... Tina

### Cinema
- El saldo de anoche (2004)
- Un mundo raro (2001)
- El instante del retorno (1987) ... Mamá
- Pasajeros en tránsito (1978)
- Cuartelazo (1977) ... María Hernández